# Infection (film din 2005)
Infection (titlu original: Infection, cunoscut și ca Invasion) este un film american de groază din 2005 regizat de Albert Pyun după un scenariu de Cynthia Curnan. Rolurile principale au fost interpretate de actorii Jenny Dare Paulin, Morgan Weisser, Norbert Weisser și Scott Paulin.

## Prezentare
La 19 mai 2004, un focar biologic fără precedent a avut loc în Lawton, California după căderea unui meteorit. Un raport clasificat N.S.A.A. a detaliat măcelul care a urmat în acea noapte. Acest film se bazează pe acel raport extrem de secret.

## Distribuție
- Jenny Dare Paulin -  Cheryl Cooper
- Morgan Weisser -  Timmy Boswell
- Alan Abelew -  Jenkins
- Tony Stewart -  Man with Disabled Truck
- Don Keith Opper -  Deputy Ben (voce) (ca Don Opper)
- Norbert Weisser -  Dr. Franks
- Joseph Friedl -  Tow Truck Driver
- Laurie O'Brien -  Reporter
- Cary Thompson -  Government Agent
- Lauren Sutherland -  Jenkins' Wife
- Scott Paulin -  Officer Brick Bardo
- Jade Sealey